# Rio, Wisconsin
Rio là một làng thuộc quận Columbia, tiểu bang Wisconsin, Hoa Kỳ. Năm 2006, dân số của làng này là 938 người.